# Damaeus clavipes
Damaeus clavipes är en kvalsterart som först beskrevs av Hermann 1804.  Damaeus clavipes ingår i släktet Damaeus och familjen Damaeidae. Inga underarter finns listade i Catalogue of Life.